# Linux-Magazin

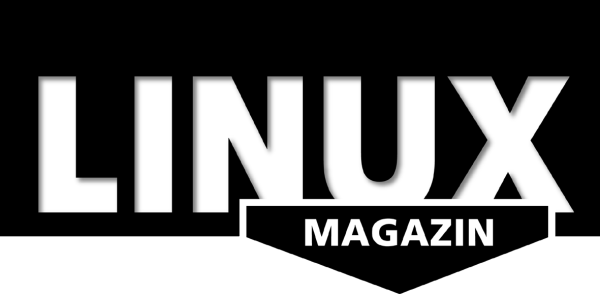
Logo časopisu

Linux-Magazin je německý odborný měsíčník věnovaný Linuxu. Je vydáván od roku 1995 německou společností Computec Media Group a je tak celosvětově druhým nejstarším časopisem o Linuxu po americkém časopise Linux Journal vydávaném od roku 1994.
K roku 2017 měla německá tištěná verze přibližně 19 000 výtisků (což byl výrazný pokles oproti roku 2013, kdy jich bylo 36 000).
Kromě původní německé verze časopisu později vznikly varianty v angličtině, polštině, portugalštině, španělštině a rumunštině.